# Brown vs. školní rada Topeky
Brown vs. školní rada Topeky (anglicky: Brown v. Board of Education of Topeka), 347 U.S. 483, je případ Nejvyššího soudu Spojených států amerických z roku 1954, který prohlásil státní zákony zakládající samostatné veřejné školy pro černé a bílé studenty za protiústavní. Toto rozhodnutí změnilo přístup soudu z případu Plessy vs. Ferguson z roku 1896, který umožňoval státem podporovanou segregaci („separated but equal“). Nejvyšší soud pod vedením předsedy Earla Warrena vynesl verdikt jednomyslně 17. května 1954 a ve svém rozhodnutí mimo jiné uvedl, že „oddělená vzdělávací zařízení jsou zákonitě nerovná.“ V důsledku tohoto případu byla rasová segregace označena za porušení článku o rovnosti před zákonem (Equal Protection Clause), zaručené 14. dodatkem Ústavy Spojených států amerických. Toto rozhodnutí připravilo cestu pro integraci a hnutí za občanská práva Afroameričanů.
Alex Johnson, černošský profesor na University of Virginia, uvádí, že toto rozhodnutí bylo chybou, která zničila černošskou kulturní komunitu.